# Нотангія
Нотангія, Натангія (прусськ. Notangia; лит. Notangai; нім. Natangen; пол. Natangia)  — історична земля Пруссії, яку населяло балтське прусське плем'я нотангів. Вона знаходилась поміж землями прусських племен Вармією, Бартією, Самбією і виходила на узбережжя Балтики (Віслинська затока). Північною межею землі була річка Преголя, південною річка Лина. З інших сторін кордон по суходолі йшов по важкопрохідних і священних для пруссів лісах. Значення назви землі на прусській мові невідоме. За легендою назва землі походить від імені Нотанго, шостого сина вождя Відевута.

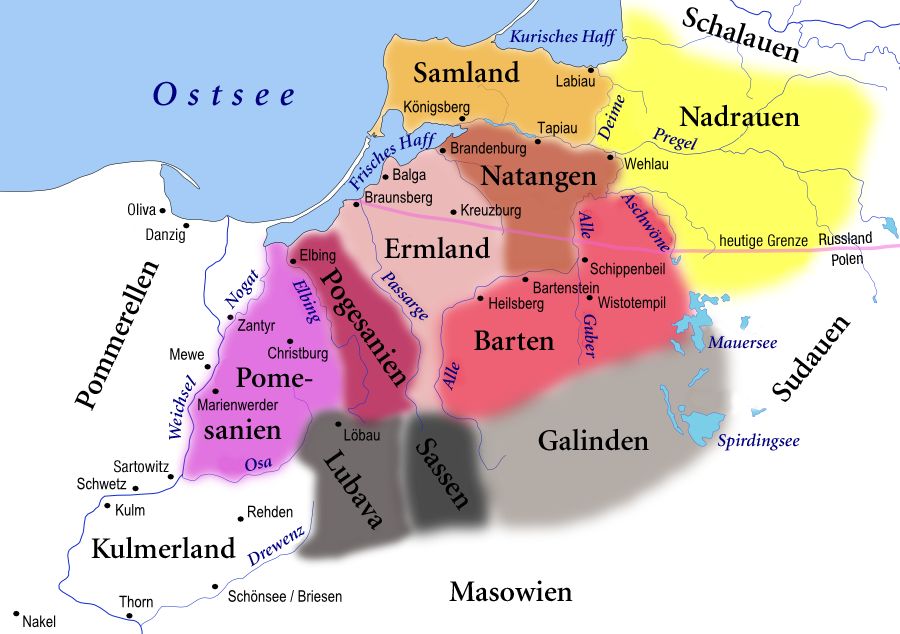
Схема земель Пруссії у ХІІІ ст.

## Історія
Археологічно відносять до самбійсько-натангійської культури.
Король Данії Вальдемар II вперше згадав Нотангію 1231 серед свої володінь. Лицарі висадились з 2 кораблів Ордену біля міста Гонеда Замок Бальга, захопивши декілька селищ. Після цього їх атакували і вбили нотанги, а врятуватись вдалось лише екіпажам кораблів. Лише 1239 віцеландмайстер Пруссії Берлевін організував новий похід, захопивши Гонед. Варми і нотанги взяли його в облогу. Від сильних морозів навколишні болота стали прохідними, так що гарнізон роздумував про відступ. У грудні 1239 Отто I (Брауншвейг) з Брауншвейгу виступив у похід, розбивши об'єднані сили пруссів. У Нотангії 1240 заклали замок Кройцбург (у Славському) на місці старого укріплення. Після Першого прусського повстання у мирному договорі з лютого 1249 нотанги були зобов'язані будувати костели, платити церковну десятину, брати участь у походах Ордену. З середини XIV ст. тут розпочався масовий приток німецьких колоністів.
Згідно Другого Торунського миру терени Нотангії відійшли до Тевтонського Ордену, реорганізованої у Прусське герцогство (1525), згодом до провінції Східна Пруссія королівства Пруссія.
Після Першої світової війни Східна Пруссія залишилась у складі Німеччини.
Після Другої світової війни з ліквідацією Східної Пруссії Нотангію передали СРСР і південну частину Польщі. Терени Погезанія сьогодні входять до Калінінградської області і Вармінсько-Мазурського воєводства Польщі.